# 長谷寺 (長野市)
長谷寺（はせでら）は、長野県長野市篠ノ井塩崎にある真言宗智山派の寺院。山号は金峯山。通称、信濃長谷寺。
日本各地に数多くある長谷寺の中でも、日本三所（日本三長谷）と呼ばれる大和・鎌倉・信濃の長谷寺のひとつである。

## 歴史
寺伝では、舒明天皇の時代（629年-641年）に允恭天皇の六代目の子孫で、祖父の代に当地に流罪となって土着した白助（白介）が、信濃善光寺の阿弥陀如来のお告げにより、大和初瀬山より十一面観音菩薩を勧請したのが起源とする。（正確な創建年は不明、長国寺の公式HPでも飛鳥時代としか記載していない）
大和初瀬の長谷寺（奈良県桜井市）は、朱鳥元年（686年）、川原寺の道明が元長谷寺を創建したのが始まりで、神亀4年（727年）に徳道が十一面観音像を造立し、現在の長谷寺を開山したと伝えられている。大和の長谷寺は、奈良時代から存在した寺院であることは確かだが、上記の草創説話はあくまでも伝承である。したがって、大和長谷寺から十一面観音像を勧請したとする信濃長谷寺の起源についても、どこまで史実を反映したものかは定かでない。
寺の裏山からは仁平元年（1151年）銘の金銅経筒が発掘されており、この年、大師の某氏が『妙法蓮華経』・『無量寿経』を長谷山に埋経したことがわかる。
- 1181年（養和元年） 『延喜式』で鎮守の長谷神社が式内社となる。

この頃、覚明（元は源義仲の軍師、法然門下。親鸞に同行）が長谷寺付近に康楽寺を建立。
- 1200年（正治2年）ころ「長谷寺霊験記」が成立。
- 1290年（正応3年） 久明親王の霊夢により、執権北条貞時が僧真海をして長谷寺を再興させる。
- 1346年（南朝：正平元年、北朝：貞和2年） 『天竜寺文書』に長谷寺の免田が記載。

この頃、『三国伝記』が編纂され、白助伝説が収録される（巻第五 第三十「信州更級郡白介翁事」）。
- 1400年（応永7年） 大塔合戦により長谷寺周辺で戦乱。
- 江戸時代初頭 江戸幕府により寺領15石を寄進される。
- 1701年（元禄14年） 子安堂を建立。
- 1713年（正徳3年） 観音堂を再建。
- 1776年（安永5年） 仁王門を建立。
- 1802年（享和2年） 鐘楼門を建立。
- 1805年（文化2年） 十王堂を建立。善光寺地震にて石垣が崩壊。
- 1847年（弘化4年） 善光寺大地震で伽藍が損壊。
- 1863年（文久3年） 庫裏を建立。
- 1866年（慶応2年） 開基殿を建立。
- 昭和期 伽藍を修復、経筒が出土。
- 平成期 観音堂・本堂・庫裏を改修、納経所を建立。

## 伽藍
- 方丈殿（本堂）
- 観音堂
- 十王堂
- 位牌堂
- 不動堂
- 子安地蔵堂
- 仁王門
- 鐘楼門
- 開基殿
- 三十三観音石仏
- 長谷神社上社
- 白助翁墓
- 納経所
- 庫裏

## 文化財

### 長野県指定文化財
- 長野県宝（有形文化財）
  - 木造地蔵菩薩立像 - 2017年（平成29年）3月16日指定[1]。

## 行事
- 1月1日～1月5日 - 元朝・初詣大護摩供厳修
- 1月7日 - 七草御印文お授け
- 1月18日 - 初観音厄除祈願会
- 3月15日 - 涅槃会・お絵解き
- 3月21日 - 春彼岸会・正御影供
- 4月18日 - 春季大祭・大般若転読会
- 8月9日 - 雨乞祭三十三灯籠（さんじょさん）
- 8月10日 - 大施餓鬼会
- 9月23日 - 秋彼岸会
- 12月12日 - 報恩講
- 12月18日 - 納めの観音
- 12月31日 - 除夜法要・二年参り
- 毎月18日 - 十一面観音縁日
- 毎月第2日曜 - 写経の集い

### その他の行事
- 信濃巡拝の会 - 西国・坂東・秩父・信濃などの観音霊場、ならびに四国八十八箇所の巡拝を定期的に実施。
- お絵解き - 釈迦涅槃図を解説。３月１５日以外も、宗派を超えて寺院本坊や出張（出前）で絵解きを実施している。

## 所在地
長野県長野市篠ノ井塩崎878
（寺院発行の冊子によれば長野県長野市篠ノ井塩崎長谷白助）

## 交通アクセス
- JR篠ノ井線稲荷山駅から徒歩10分